# Azé, Mayenne
Azé är en kommun i departementet Mayenne i regionen Pays de la Loire i nordvästra Frankrike. Kommunen ligger i kantonen Château-Gontier-Est som tillhör arrondissementet Château-Gontier. År 2018 hade Azé 3 421 invånare.

## Befolkningsutveckling
Antalet invånare i kommunen Azé
| Referens: INSEE |